# Чемпіонат Європи з легкої атлетики серед молоді
Чемпіонат Європи з легкої атлетики серед молоді — міжнародне змагання серед спортсменів до 23 років, що проводиться раз на два роки Європейською легкоатлетичною асоціацією. Традиційно проходить в середині липня. До участі допускаються спортсмени, яким у рік проведення чемпіонату виповнюється 20, 21 або 22 роки. Більш молоді атлети (що входять до юніорської та юнацької категорії) не мають права виступати в цій першості. Перший турнір відбувся в 1997.

## Історія
Перший офіційний турнір з легкої атлетики для спортсменів до 23 років був організований в 1992. У британському Гейтсхеді 6 команд розіграли Кубок Європи з легкої атлетики серед молоді, організований за типом одного з найстаріших офіційних змагань, Кубка Європи. Кожна країна виставляла в кожному виді одного учасника, який приносив своїм виступом очки команді. За їх сумою визначалася країна-переможець (нею стала Німеччина). При цьому нижньої межі віку учасників не існувало, внаслідок чого в змаганнях могли брати участь і юніори (вік до 20 років), і юнаки (вік до 18 років). Відбувся ще один розіграш Кубку (через 2 роки в 1994 його знову виграла Німеччина), після чого був скасований.
Заново до ідеї проведення континентальних змагань серед молоді Європейська асоціація повернулася через 3 роки, коли в 1997 у фінському Турку був організований перший чемпіонат Європи серед спортсменів до 23 років. При цьому були встановлені чіткі вікові межі для учасників: в рік проведення першості їм має виповнитися 20-22 роки. Таким чином, юніори та юнаки не могли взяти участь в цьому турнірі.
Головною метою організації чемпіонату є сприяння більш плавному переходу спортсменів від виступів в юніорській категорії до дорослих змагань. Всі використовувані снаряди для метань, бар'єри для бар'єрного бігу ідентичні за своїми розмірами (вагою, висоті) тим, що використовуються у дорослих змаганнях. Змагання проходять в 44 дисциплінах, що входять до олімпійської програми (спочатку програма складалась із 43 дисциплін, а в 2001 до змагань був влючений жіночий біг на 3000 метрів з перешкодами). Тільки марафон і ходьба на 50 кілометрів з числа олімпійських видів не представлені на молодіжному чемпіонаті Європи.

## Формат
У змаганнях беруть участь легкоатлети, які представляють національні федерації, що входять до Європейської легкоатлетичної асоціації.
Право виступати мають тільки ті спортсмени, чий вік на 31 грудня року проведення турніру становитиме 20, 21 або 22 роки.
Від однієї країни в кожному індивідуальному виді можуть вийти на старт до 3 спортсменів, які виконали в установлений період відповідний кваліфікаційний норматив. Країна також може виставити одного спортсмена в кожному індивідуальному вигляді без нормативу.
Країна може заявити по одній команді в усі естафетні дисципліни. Допускається заміна в фіналі до 2 учасників команди від складу, який виступав в попередньому забігу.

## Чемпіонати

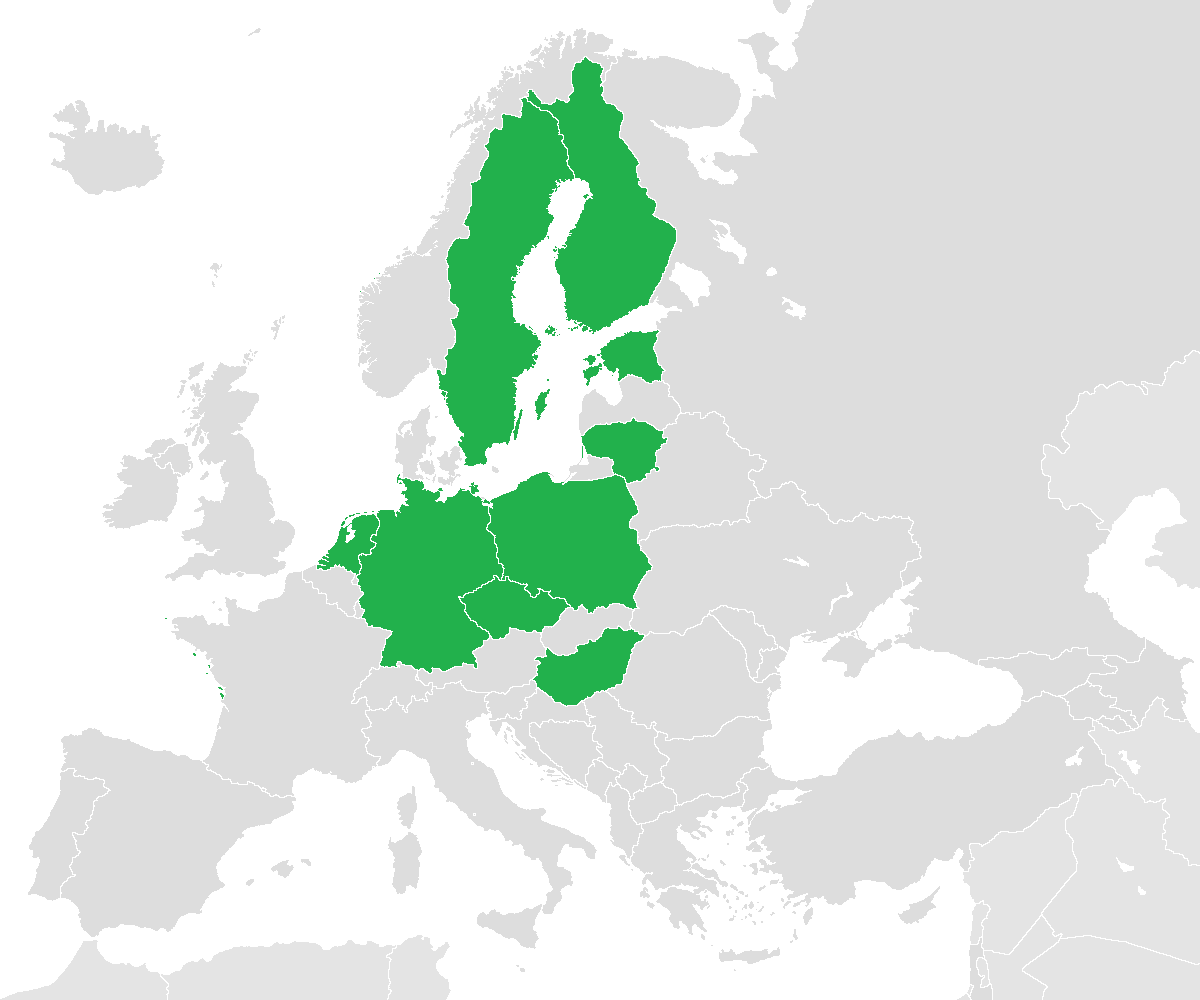
Зеленим кольором виділені країни, міста яких виступали принаймні один раз господарем молодіжної першості Європи

|    | Рік  | Місто-господар | Дати              | Арена                                  |
| -- | ---- | -------------- | ----------------- | -------------------------------------- |
| 1  | 1997 | Турку          | 10-13 липня       | Пааво Нурмі                            |
| 2  | 1999 | Гетеборг       | 29 липня–1 серпня | Уллеві                                 |
| 3  | 2001 | Амстердам      | 12–15 липня       | Олімпійський стадіон                   |
| 4  | 2003 | Бидгощ         | 17–20 липня       | Стадіон імені Здзіслава Кшишков'яка    |
| 5  | 2005 | Ерфурт         | 14–17 липня       | Штайгервальдштадіон                    |
| 6  | 2007 | Дебрецен       | 12–15 липня       | Стадіон імені Іштвана Дьюлаї           |
| 7  | 2009 | Каунас         | 16-19 липня       | Стадіон імені С. Дарюса та С. Ґіренаса |
| 8  | 2011 | Острава        | 14–17 липня       | Міський стадіон                        |
| 9  | 2013 | Тампере        | 11–14 липня       | Тампере                                |
| 10 | 2015 | Таллінн        | 9-12 липня        | Кадріорг                               |
| 11 | 2017 | Бидгощ         | 13–16 липня       | Стадіон імені Здзіслава Кшишков'яка    |
| 12 | 2019 | Євле           | 11-14 липня       | Стадіон імені Гундера Хегга            |
| 13 | 2021 | Таллінн        | 8-11 липня        | Кадріорг                               |
| 14 | 2023 | Еспоо          | 12-16 липня       | Леппяваара                             |
| 15 | 2025 | Берген         | 17-20 липня       | Фана                                   |
| 16 | 2027 | Бидгощ         |                   | Стадіон імені Здзіслава Кшишков'яка    |